# ANN夕方ローカルニュース一覧
ANN夕方ローカルニュース一覧（エイエヌエヌゆうがたローカルニュースいちらん）は、テレビ朝日系列（ANN）各局で現在放送中夕方のニュース番組の一覧である。
基本的には各局とも、平日17:50 - 18:15は『スーパーJチャンネル』の全国パート。その後各局ごとにローカルニュースを放送。ただし、各局ごとにローカルワイド番組に内包する形、あるいは独立型とそれぞれ放送形態が異なる。
なお、現在放送中の各番組の詳細や、過去に各局で放送されていた番組に関してはそれぞれの項を参照されたい。
※各局の番組タイトル、キャスターは次の通り。またインターネットでの動画配信を行っている局は「■」マーク付き。

## 北海道・東北
- HTB 北海道テレビ
  - 『イチオシ!!』■
  - キャスター：室岡里美、大野恵、福田太郎、依田英将、森唯菜
  - 放送時間：平日 15:45 - 19:00（ローカルニュース枠は16:00 - 16:45、17:33 - 17:50、18:15 - 19:00[注 1]）
- ABA 青森朝日放送
  - 『スーパーJチャンネルあおもり』■
  - キャスター：藤原祐輝・澤田愛美（月曜 - 水曜）、藤原祐輝・稲葉千秋（木・金曜）
  - 放送時間：平日 18:15 - 19:00
- IAT 岩手朝日テレビ
  - 『スーパーJチャンネルいわて』■
  - キャスター：山田理（月 - 木曜）、城戸今日子（月曜 - 水曜）、上釜美憂（木・金曜）、前田拓磨（金曜）
  - 放送時間：月曜 - 木曜 18:15 - 18:55、金曜 18:15 - 18:50[注 2]
- khb 東日本放送
  - 『チャージ!』■
  - メインキャスター：上野比呂企（月曜 - 木曜）、 松本龍（金曜）、野口ちひろ（月曜 - 水曜）、阿部美里 (木曜・金曜）
  - ニュースキャスター：鈴木奏斗
  - 放送時間：平日 16:35 - 19:00（ローカルニュース枠は16:35 - 16:45、17:33 - 17:50、18:15 - 19:00[注 3]）
- AAB 秋田朝日放送
  - 『トレタテ!』■
  - キャスター：千田まゆこ・高橋正和（月曜 - 木曜）、藤盛由果（月曜 - 金曜）、大久保香穂（金曜）
  - 放送時間：平日 16:48 - 19:00（ローカルニュース枠は16:48 - 16:50、金曜 17:10頃 - 17:53、毎日18:15 - 19:00）
- YTS 山形テレビ
  - 『スーパーJチャンネルYTSゴジダス』■
  - キャスター：* 清水春樹（月曜 - 水曜）、佐藤彩加（月曜 - 金曜）、小坂深和 （木曜、金曜）
  - 放送時間：平日 16:45 - 18:55（ローカルニュース枠は18:15 - 18:55、金曜のみ17:33 - 17:50）
- KFB 福島放送
  - 『シェア!』
  - キャスター：山崎聡子（月曜 - 木曜）、馬田万葉（月曜 - 木曜）、笠置わか菜（金曜）、岩渕葵（金曜）
  - 放送時間：月曜 - 金曜 15:48 - 19:00（ローカルニュース枠は15:48 - 16:45、18:15 - 19:00）

## 中部
- NBN 名古屋テレビ（メ〜テレ）
  - 『ドデスカ+』■
  - メインMC：濱田隼（メ〜テレアナウンサー）
  - キャスター：西尾菜々美（月・水 - 金）、上坂嵩（月 - 水）、木岡真理奈（木・金）、望木聡子（火）、松崎杏香（金）（いずれもメ〜テレアナウンサー）/ 気象予報士：冨永幸（16時台）、山田修作（18時台）
  - 放送時間：平日　15:40 - 19:00（ローカルニュース枠は15:40 - 16:48、18:15 - 19:00）

- UX 新潟テレビ21
  - 『スーパーJにいがた』■
  - キャスター：岡拓哉、髙橋泉
  - 放送時間：平日 16:48 - 19:00（ローカルニュース枠は18:15 - 19:00）
- abn 長野朝日放送
  - 『abnステーション』■
  - キャスター：楠原由祐子、山岡秀喜（火曜 - 金曜）、稲垣貴大（月曜）、中野希友未（金曜）
  - 放送時間：平日 17:36 - 18:55 （ローカルニュース枠は 17:36 - 17:53、 18:15 - 18:55）
- SATV 静岡朝日テレビ
  - 『とびっきり!しずおか』
  - ニュースキャスター：石田和外、久保円華
  - 放送時間：平日 16:45 - 19:00（ローカルニュース枠「静岡のニュース」は18:15 - 18:40）
- HAB 北陸朝日放送
  - 『ふむふむ』■
  - キャスター：吉川圭一（月・火曜）、菅井智絵（水曜）、下田武史（木・金曜）
  - 放送時間： 月曜 - 金曜 17:33 - 19:00（ローカルニュース枠は17:33 - 17:50、18:15 - 19:00）

## 近畿
- ABCTV 朝日放送テレビ
  - 『Newsおかえり』■
  - 司会者：横山太一（朝日放送テレビアナウンサー）                                       　　　　　　　　
  - キャスター：津田理帆、斎藤真美、（いずれも朝日放送テレビアナウンサー）、本上まなみ、坂下千里子、川田裕美、岡田結実
  - 放送時間：平日 15:45 - 19:00（ローカルニュース枠は15:50 - 17:50と18:15 - 19:00[注 4]。）

## 中国・四国
- HOME 広島ホームテレビ
  - 『ピタニュー』■
  - キャスター：坪山奏子、廣瀬隼也
  - 放送時間：平日 16:40 - 18:56（ローカルニュース枠は16:40 - 16:45、17:33 - 17:50、18:15 - 18:56）[注 5]
- yab 山口朝日放送
  - 『Jチャンやまぐち』■
  - キャスター：浅野航平、ニュースキャスター：清水春名、サブキャスター：沖田総平/ 天気キャスター：浦俊哉（気象予報士）
  - 放送時間：平日 18:15 - 19:00
- KSB 瀬戸内海放送
  - 『News Park KSB』■
  - キャスター：松木梨菜（月曜 - 水曜）、斎藤康之（月曜 - 木曜）、宮川周三（金曜）、岡﨑夢（木・金曜）
  - 放送時間：平日 18:15 - 19:00
- eat 愛媛朝日テレビ
  - 『スーパーJチャンネルえひめ』
  - キャスター：大沢やすのり・松浦宏子（月曜 - 木曜）、村上健太郎・川上夏子（金曜）
  - 放送時間：平日 16:38 - 18:55（ローカルニュース枠は16:38 - 16:50、17:36 - 17:53、18:15 - 18:55）

## 九州・沖縄
- KBC九州朝日放送
  - 『ぎゅっと』 ◼️
  - キャスター： 細谷めぐみ　(月-木)、山﨑萌絵(金)、田上和延、太田江莉奈
  - 天気予報士：金子竜也
  - 放送時間：平日 16:48 - 19:00
- ncc 長崎文化放送
  - 『NCCスーパーJチャンネル長崎』■
  - キャスター：大嶋真由子、玉置佑規、佐藤綾子、川越智子、藤坂奈央
  - お天気キャスター：野仲郁宏（気象予報士）
  - 放送時間：月曜 18:15 - 18:30、火曜 - 金曜 18:15 - 19:00
- KAB 熊本朝日放送
  - 『くまもとLive touch』
  - キャスター：田中杜旺、佐藤由季（月曜 - 木曜）、井上聖貴、渕上彩夏（金曜）
  - 放送時間：月曜 - 金曜 18:15 - 19:00
- OAB 大分朝日放送
  - 『じもっと!OITA』■
  - キャスター：冨永実加子、広瀬俊輔、浅見眞帆、下野紗弥
  - 放送時間：平日 18:15 - 18:55
- KKB 鹿児島放送
  - 『News+おやっと!』■
  - キャスター：男性：柿野賢治（月曜）、村川裕（火曜 - 金曜）、女性：小田都由（月曜 - 水曜）下鶴琴音（木曜 - 金曜）
  - 放送時間：平日 17:33 - 18:55（ローカルニュース枠は17:33 - 17:50、18:15 - 18:55）
- QAB 琉球朝日放送
  - 『CATCHY』■
  - キャスター：中村守・金城美優（月曜 - 水曜）、沼尻和樹・玉城真由佳（木曜・金曜）
  - 放送時間：平日 16:15 - 18:55（ローカルニュース枠は18:15 - 18:55）

## 過去に放送
HTB 北海道テレビ
ニュースロータリー - ニュースウェーブ - myステーション - 情報ワイド 夕方Don!Don!
ABA 青森朝日放送
ABAステーション - シューマッツ（金曜のみ） - スーパーJチャンネルABA - ハレのちあした（番組自体は2025年春改変後も継続しているが夕方ニュース枠『ハレのちあした・県内ニュース』としては同改変まで）
IAT 岩手朝日テレビ
IATきらめきワイド - IATスーパーJチャンネル - IATスーパーJチャンネル活金情報局（金曜のみ） - IATスーパーJチャンネル金曜スーク。（金曜のみ） - IATスーパーJチャンネル ラクティマプラス!!（金曜のみ）
KHB 東日本放送
KHBニュース - 夕刊ですKHB - KHB 600ステーション -  KHB 530ステーション - KHBエリアリポート - KHBステーションEYE - KHBニュースチャンネル - あなCue!ニュース - スーパーJチャンネルみやぎ
AAB 秋田朝日放送
AABステーションEYE - チャンネルeiei（月曜 - 木曜） - チャンネルeiei金曜版（金曜） - スーパーJチャンネルあきた
YTS 山形テレビ（1993年3月以前はFNN夕方ローカルニュース一覧を参照）
YTSステーションEYE - 情報わいどYTSゴジダス（月曜のみ）
KFB 福島放送
イブニングふくしま - KFBニュースレーダー - KFBニュースシャトル - KFB 600ステーション - KFB 530ステーション - KFBステーションEYE - ふくしまニュース1番街 - ふくしまスーパーJチャンネル
EX（ANB） テレビ朝日
（※）…全国ニュース内にローカルパートを設けて放送していた。
ANNニュース（※） - ANNニュースレーダー（※） - ANN首都圏ニュース - 6時のサテライト - ニュースイブニング朝日 - 首都圏レーダー - ANNニュースレーダー（※） - ANNニュース - ニュースシャトル（※） - 600ステーション（※） - ステーションEYE（※）
UX（NT21）新潟テレビ21
NT21ニュース - NT21ニュースレーダー - ニュースポート21 - NT21ニュースシャトル - NT21 600ステーション - NT21 530ステーション - NT21ステーションEYE - ザ・にゅうす NT21 - NEWS21 - 小野沢裕子のいきいきワイド - スーパーJチャンネルにいがた - 全力LIVE
※TSB テレビ信州 （1991年3月31日までNNN・ANNクロスネット局で夕方はANN番組を放送）
TSBニュース  - 信州TODAY - TSBニュースシャトル - TSB 600ステーション - TSB 530ステーション
SATV 静岡朝日テレビ（旧SKT 静岡けんみんテレビ）
けんみんテレビニュース - けんみんテレビニューストピックス - ニュースイブニング5:30 - ANNニュースイブニング静岡 - けんみんテレビニュースアイ - SKTニュースシャトル - SKT 600ステーション - ステーションしずおか - SKT 530ステーション - スーパーJチャンネルしずおか
HAB 北陸朝日放送
HAB Uライン - HABワイドステーション - HABイブニングリポート - HABスーパーJチャンネル（金曜のみ：HABスーパーJチャンネル金曜Ban - HAB週刊Jチャンネル）
NBN 名古屋テレビ（メ〜テレ）
名古屋テレビニュース - 名古屋テレビニュース6:15 - 名古屋テレビニュース6:10 - 名古屋テレビニュース6:00 - Nagoya TV ニュースJUST6 - Nagoya TV ニュース広場 - 名古屋テレビニュースシャトル - 名古屋テレビ600ステーション - ANN名古屋テレビ530ステーション - 名古屋テレビステーションEYE - 名古屋テレビぐっとEVENING - ぐっとイブニング - 情報ライブ トゥー・ユー! - ニュースTRYあんぐる - TRYあんぐる - メ〜テレワイドスーパーJチャンネル - UP! - アップ!
ABC 朝日放送
朝日新聞ニュース - ABCフラッシュニュース - たいむ6 ABC - 朝日新聞テレビ夕刊（日曜） - たいむ6 ANN - ニュースウェーブABC - 600ステーションABC - ANN 530ステーションABC - ABC News Report - ワイドABCDE〜す - ワイド630 - ABC NEWSゆう - NEWSゆう+ - キャスト
HOME（UHT）広島ホームテレビ
ホームテレビニュース - HOMEテレビ夕刊 - ニュースファイルHOME - HOMEニュースシャトル - HOME 600ステーション - HOMEステーションEYE - HOMEスーパーJチャンネル - ひろしまVOICE - げっきんLIVE - HOME Jステーション - みみよりライブ 5up!
yab 山口朝日放送
5時からワイド - YABステーションEYE - とれたてテレビYAB - YABスーパーJチャンネル - ステーションY
KSB 瀬戸内海放送
KSBニュース - KSBニュース6:00 - KSBニュース アットホーム6 - KSBニュースシャトル（平日） - KSB 600ステーション - KSBステーションEYE - おとなりTV KSBスーパーJチャンネル - KSBスーパーJチャンネル
eat 愛媛朝日テレビ
eatニュースBOX - 木藤たかおのガブリッと!テレビ（金曜のみ） - い～テレ（金曜のみ） - eatニュースBOX WIDE
KBC 九州朝日放送
KBCニュース - KBCニュースフラッシュ - KBCニュースロータリー - KBCニュースプラザ - KBCニュース ハーツトゥハーツ - ほっと540九州沖縄 - スーパーJチャンネル九州・沖縄 - KBCニュースピア - シリタカ!
ncc 長崎文化放送
ncc 630ステーション - nccニュースウェイブ - スーパーJチャンネルながさき
KAB 熊本朝日放送
KAB 600ステーション - ステーションEYEくまもと - KABニュースラウンド - KABニューストレイン - くまパワNEWS - スーパーJチャンネルくまもと - くまパワJ - くまパワ!
OAB 大分朝日放送
OABプライムニュース - スーパーJチャンネルおおいた
※KTS 鹿児島テレビ（1982年9月30日までANN、同年10月から1985年3月はNNN、同年4月からFNNにネットチェンジ）
KTSニュース - KTSテレビ夕刊
KKB 鹿児島放送
KKBニュース - KKBニュース6:00 - KKBワイド96 - おーいかごしま96 - KKBスーパーJチャンネルかごしま - KKBスーパーJチャンネル-Jチャン+
QAB 琉球朝日放送
ステーションQ - Weekend ステーションQ（金曜） - Qプラス